# Michail Sergejewitsch Naumenkow
Michail Sergejewitsch Naumenkow (russisch Михаил Сергеевич Науменков; * 19. Februar 1993 in Moskau) ist ein russischer Eishockeyspieler, der seit November 2020 bei Salawat Julajew Ufa in der Kontinentalen Hockey-Liga unter Vertrag steht.

## Karriere
Michail Naumenkow begann seine Karriere als Eishockeyspieler in seiner Heimatstadt bei Krasnaja Armija Moskau, der Nachwuchsabteilung des HK ZSKA Moskau. Mit Krasnaja Armija gewann er 2011 Charlamow-Pokal, die Meisterschaftstrophäe der Molodjoschnaja Chokkeinaja Liga und erreichte im Folgejahr die Endspielserie der Liga, die allerdings gegen Omskije Jastreby Omsk mit 1:4-Niederlagen verloren wurde. Bereits im KHL Junior Draft 2010 wurde er von seinem Heimatverein in der fünften Runde als insgesamt 97. Spieler ausgewählt, damit seine Transferrechte nicht von einem anderen KHL-Team erworben werden konnten. Ab 2013 spielte er für den ZSKA Moskau in der Kontinentalen Hockey-Liga, ehe er im Dezember 2013 zusammen mit Ilja Subow im Tausch gegen Enwer Lissin an Admiral Wladiwostok abgegeben wurde. Zwischenzeitlich wurde er auch bei den jeweiligen Partner-Mannschaften der jeweiligen Klubs in der Wysschaja Hockey-Liga eingesetzt. Im September 2014 kehrte er im Tausch gegen Nikita Lissow und Ilja Proskurjakow zum ZSKA zurück und gewann mit diesem 2015 als Hauptrundensieger der KHL die Russische Meisterschaft.
2019 gewann er mit dem ZSKA erneut die russische Meisterschaft und als Playoff-Sieger der KHL den Gagarin-Pokal. Im November 2020 wechselte er im Rahmen eines Tauschgeschäfts zu Salawat Julajew Ufa.

### International
Naumenkow spielte mit der russischen Juniorennationalmannschaft bei der U20-Weltmeisterschaft 2012 und gewann mit seiner Mannschaft dort die Silbermedaille. Bei der Euro Hockey Tour 2016/17 debütierte er in der russischen Nationalmannschaft.

## Erfolge und Auszeichnungen
- 2011 Gewinn des Charlamow-Pokals der Molodjoschnaja Chokkeinaja Liga
- 2012 Silbermedaille bei der U20-Junioren-Weltmeisterschaft
- 2015 Russischer Meister mit dem HK ZSKA Moskau
- 2019 Gewinn des Gagarin-Pokals und russischer Meister mit dem HK ZSKA Moskau